# Dusan S. Zrnic
Dušan S. Zrnić est un ingénieur américain, d'origine yougoslave, chef du groupe de recherche sur le radar météorologique Doppler et la télédétection du National Severe Storms Laboratory (NSSL) ainsi que professeur adjoint de génie électrique et de météorologie à l'université de l'Oklahoma à Norman (Oklahoma). Ses recherches portent sur la conception de circuits, les mathématiques appliquées, la magnétohydrodynamique, le traitement des signaux radar et la conception de systèmes.

## Biographie
Dusan Zrnic est né le 3 juin 1942 à Belgrade, Yougoslavie. Il a obtenu son baccalauréat en génie électrique en 1965 de l'université de Belgrade et sa maîtrise l'année suivante. Puis, il a étudié à l'Université de l'Illinois à Urbana-Champaign, aux États-Unis, et y a reçu son doctorat en 1969 dans le même domaine. Zrnic a poursuivi comme assistant de recherche et d'enseignement au Laboratoire de recherche sur les particules chargées de la même université, puis a rejoint le département de génie électrique de la Université d'État de Californie à Northridge. Il y est devenu professeur agrégé en 1974 et professeur en 1978.
Bénéficiant d'une bourse postdoctorale en 1973-73 et d'une année sabbatique en 1975-76, il a poursuivi des recherches au National Severe Storms Laboratory (NSSL),. Ayant aimé l'expérience, il a rejoint le NSSL quelques années plus tard. Il y a consacré la plus grande partie de ses recherches à l'amélioration du traitement des signaux des radars météorologiques, aux progrès des mesures polarimétriques et à leur interprétation, ainsi qu'au développement d'algorithmes pour le réseau de radars NEXRAD.

## Publications
Dusan S. Zrnic a publié de plus de 150 articles scientifiques sur le traitement des signaux radar météorologiques, la météorologie radar et la télédétection dont la plus importante est le livre « Doppler Radar and Weather Observations » co-écrit avec le Dr Richard Doviak, une référence dans le domaine,,. Plus récemment, il est le co-auteur du livre « Radar Polarimetry for Weather Observations », avec Alexander V. Ryzhkov, une extension du premier. Il détient plusieurs brevets américains dans le domaine de la technologie des radars météorologiques,.

## Affiliations et récompenses
Depuis 1976, Dusan S. Zrnic est membre des commissions C et F de l'URSI, de l'American Meteorological Society (AMS) et l'Institute of Electrical and Electronics Engineers (IEEE). En 2006, il a été élu à l’Académie nationale d'ingénierie des États-Unis.
Le Dr Zrnic a aussi reçu de nombreux prix,,, :
- 1988 co-récipiendaire du prix commémoratif Harry Diamond de l'IEEE pour ses contributions et ses applications à la science des radars météorologiques ;
- 1992 co-récipiendaire du prix Donald G. Fink de l'IEEE ;
- 1996 co-récipiendaire du prix Vilho Väisälä de l'Organisation météorologique mondiale (OMM).
- 2004 le Presidential Rank Award pour ses réalisations exceptionnelles durant sa carrière ;
- 2008 Remote Sensing de l'AMS pour ses contributions substantielles à l'amélioration des radars météorologiques ;
- 2010 Technology Transfer Award de la NOAA pour son travail sur l'optimisation temporelle de l'analyse des données de double polarisation radar ;
- 2022 Prix de carrière distinguée de la NOAA pour « près de 50 ans d'innovations de renommée internationale dans la science et l'ingénierie des radars météorologiques ».